# Síndrome del tercer hombre

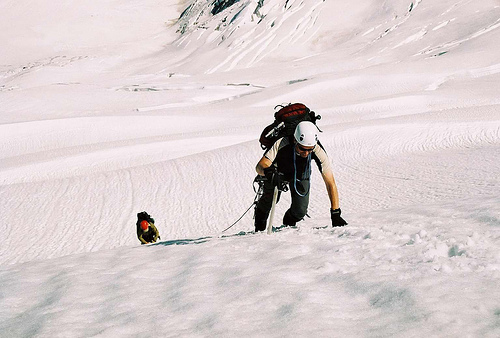
Dos alpinistas.

El síndrome del tercer hombre o factor del tercer hombre se refiere a las situaciones reportadas en las que una presencia invisible, similar a un espíritu, brinda consuelo o apoyo durante experiencias traumáticas o cercanas a la muerte. El nombre del fenómeno procede de una estrofa del poema modernista de 1922 La tierra baldía, del escritor T. S. Eliot. Posteriormente, el concepto fue popularizado por el libro de John G. Geiger The Third Man Factor, que documenta decenas de ejemplos.

## Historia
Sir Ernest Shackleton, en su libro Sur publicado en 1919, afirmó sentir que un ser incorpóreo se unió a él y a sus hombres durante el tramo final de su expedición Imperial Transantártica. Shackleton describió que «durante esa larga y angustiosa marcha de treinta y seis horas sobre las montañas y glaciares inexplorados de Georgia del Sur, me pareció a menudo que no éramos tres, sino cuatro». Esta revelación dio como resultado que otros supervivientes de situaciones extremas presentaran y compartieran experiencias similares.
En los últimos años, conocidos aventureros como el alpinista Reinhold Messnery los exploradores polares Peter Hillary y Ann Bancroft han informado de la experiencia. Un estudio informó que el grupo que más había experimentado el síndrome del tercer hombre era el de los escaladores, siendo los navegantes en solitario y los supervivientes de naufragios el segundo grupo más común, seguido por los exploradores polares. Algunos periodistas han relacionado esto con el concepto de ángel de la guarda o amigo imaginario. Las explicaciones científicas consideran esto un mecanismo de afrontamiento o un ejemplo de mente bicameral.
Los psicólogos modernos han utilizado el "factor del tercer hombre" para tratar a las víctimas de traumas. El "carácter interior cultivado" presta apoyo y comodidad imaginados.